# Callidiopis praecox
Callidiopis praecox là một loài bọ cánh cứng trong họ Cerambycidae.